# فريق الكريكيت الباكستاني في جزر الهند الغربية في 1992-1993
فريق الكريكيت الباكستاني في جزر الهند الغربية في 1992-1993
فريق الكريكيت الباكستاني في جزر الهند الغربية في 1992-1993قالب:Infobox cricket tourقام فريق الكريكيت الوطني الباكستاني بجولة في جزر الهند الغربية من مارس إلى مايو 1993م ولعب سلسلة اختبار من ثلاث مباريات ضد فريق الكريكيت جزر الهند الغربية التي فازت جزر الهند الغربية 2-0. وقبض وسيم أكرم على باكستان. جزر الهند الغربية لريتشي ريتشاردسون . بالإضافة إلى ذلك ، لعبت الفرق سلسلة من خمس مباريات يوم واحد دولي (ODI) والتي تعادلت 2-2 مع انتهاء المباراة النهائية بالتعادل .
تم لعب مباراة ODI المتعادلة ، والتي يبلغ وزن كل منها خمسين مرة ، في بوردا ، جورج تاون ، في 3 أبريل ، وقاتلت باكستان أولاً بعد فوزها في القرعة. لقد سجلوا 244 مقابل ستة في خمسين نقطة. رداً على ذلك ، قامت جزر الهند الغربية بتعادل النتيجة من الكرة النهائية في الخمسين وفقدت خمسة ويكيت مقارنة بالستة التي خسرتها باكستان. عادةً ، عندما تكون النتائج متساوية ، تُمنح المباراة للفريق الذي يخسر أقل عدد من الويكيت ، وبالتالي ، بموجب القواعد ، كانت جزر الهند الغربية قد فازت. ومع ذلك ، اجتاحت الجماهير الملعب قبل اكتمال اللعب على الكرة النهائية. ألقى لاعب باكستاني الكرة إلى وسيم أكرم في نهاية الرامي ورأى فرصة نفاد الكرة في نهاية المهاجم إذا تمكن من إعادة الكرة إلى حارس الويكيت ، ولكن ، مع تجاوز الملعب بالفعل من قبل المتفرجين ، لا توجد فرصة للقيام بذلك ولا يمكن أن ينفد رجل المضرب. نتيجة لذلك ، كان على حكم المباراة رامان سوبارو اتخاذ قرار بشأن النتيجة وحكم على المباراة بالتعادل.

## ملخص سلسلة الاختبار

### الاختبار الأول
| 16–18 April 1993 (5-day match) Scorecard |

| الهند الغربية                                                                | ضد | باكستان                                                           |
| 127 (38.2 overs) DL Haynes [الإنجليزية] 31 (81) Ata-ur-Rehman 3/28 (9 overs) |    | 140 (48.5 overs) Aamer Sohail 55 (92) IR Bishop 5/43 (15.5 overs) |
| 382 (97 overs) DL Haynes [الإنجليزية] 143* (288) وسيم أكرم 4/75 (27 overs)   |    | 165 (53.5 overs) Basit Ali 37 (91) CL Hooper 5/40 (11.5 overs)    |

- West Indies won the toss and elected to bat.
- The match was scheduled for five days but completed in three.
- Basit Ali (PAK) made his Test debut.

### الاختبار الثاني
| 23–27 April 1993 (5-day match) Scorecard |

| الهند الغربية                                                                   | ضد | باكستان                                                                     |
| 455 (105.5 overs) DL Haynes [الإنجليزية] 125 (206) وقار يونس 4/132 (25.5 overs) |    | 221 (76 overs) Basit Ali 92* (174) كورتني والش 4/56 (18 overs)              |
| 29/0 (4.3 overs) DL Haynes [الإنجليزية] 16* (20)                                |    | 262 (f/o) (103.3 overs) Javed Miandad 43 (68) WKM Benjamin ‏ 3/30 (17 overs) |

- Pakistan won the toss and elected to field.
- 26 April was taken as a rest day.
- The match was scheduled for five days but completed in four.
- آمر نذير [الإنجليزية] (PAK) made his Test debut.

### الاختبار الثالث
|  |

| {{{team1}}} | ضد | {{{team2}}} |
|             |    |             |
|             |    |             |

| 1–6 May 1993 (5-day match) Scorecard |

| الهند الغربية                                                               | ضد | باكستان                                                              |
| 438 (110.2 overs) CL Hooper 178* (247) وقار يونس 5/104 (28 overs)           |    | 326 (115 overs) Inzamam-ul-Haq 123 (225) AC Cummins ‏ 4/54 (20 overs) |
| 153/4 (49 overs) DL Haynes [الإنجليزية] 64* (160) وقار يونس 4/23 (11 overs) |    |                                                                      |

- West Indies won the toss and elected to bat.
- 3 May was taken as a rest day.
- There was no play on the final day.
- Nadeem Khan and Shakeel Ahmed  [لغات أخرى]‏ (both PAK) made their Test debuts.

## يوم واحد الدولي (ODIs)
تم تعادل السلسلة 2-2 ، مع تعادل مباراة واحدة.

### ODI الأول
|  |

| West Indies won by 4 wickets Sabina Park، كينغستون، جامايكا Umpires: LH Barker and SA Bucknor ‏ Player of the match: بريان لارا (WI) |

- West Indies won the toss and elected to field.
- Basit Ali (PAK) made his ODI debut.

### 2 ODI
|  |

| West Indies won by 5 wickets ملعب كوينز بارك البيضاوي، بورت أوف سبين، ترينيداد Umpires: SA Bucknor ‏ and CE Cumberbatch ‏ Player of the match: بريان لارا (WI) |

- West Indies won the toss and elected to field.
- The match was reduced from 50 to 45 overs per side.
- آمر نذير [الإنجليزية] (PAK) made his ODI debut.

### ODI 4
| Pakistan won by 38 runs ملعب أرنوس فالي، كينغستاون، سانت فينسنت والغرينادين Umpires: LH Barker and GT Johnson ‏ Player of the match: Basit Ali (PAK) |

- West Indies won the toss and elected to field.

### ODI 5
| Match tied Bourda، جورج تاون، غيانا Umpires: LH Barker and CR Duncan ‏ Player of the match: CL Hooper (WI) |

- Pakistan won the toss and elected to bat.
- Under the playing conditions, West Indies should have won by losing fewer wickets. However, the referee declared a tie, because a crowd invasion impeded the fielding side while the last ball was still in play.[1]

## اعتقال لاعبين باكستانيين
تم القبض على أربعة لاعبين باكستانيين (النقيب وسيم أكرم ، نائب النقيب وقار يونس ، عقيب جافيد ومشتاق أحمد ) ، مع سائحتين ورجل محلي ، على أحد شواطئ غرينادا في 8 أبريل 1993 بتهمة «حيازة قطعة أرض خاضعة للرقابة. دواء». أطلق سراحهم فيما بعد بكفالة.

## روابط خارجية
1993 in Pakistani cricket